# Dexcom
DexCom, Inc. ist ein US-amerikanisches Unternehmen, das kontinuierlich messende Glucosesensoren für Diabetes-Patienten entwickelt, herstellt und vertreibt. Der Hauptsitz befindet sich in San Diego.

## Geschichte
Dexcom wurde 1999 von Scott Glenn, John Burd, Lauren Otsuki, Ellen Preston und Bret Megargel gegründet. 2006 erhielt Dexcom von der Food and Drug Administration die Genehmigung für ein System zur kontinuierlichen Glucosemessung, das drei Tage lang alle 24 Stunden bis zu 288 Werte liefert. Die Zulassung für die zweite Generation, die sieben Tage lang Werte liefert, erfolgte im Mai 2007. 2008 kündigte Dexcom an, mit Insulet Corporation, Animas Corporation und Edwards Lifesciences zusammenzuarbeiten, um einen kontinuierlich messenden Glucosesensor für Intensivstationen zu entwickeln. Im Jahr 2013 wurde die Zusammenarbeit mit Insulet beendet. Um die Kompatibilität der neuen Generation G5 und G6 mit den Insulinpumpen von Tandem herzustellen, wurde 2015 ein Vertrag mit Tandem Diabetes Care abgeschlossen. Die Zulassung der Geräte erfolgte 2016 und 2018.
Im Mai 2020 schloss Dexcom einen Partnerschaftsvertrag mit der Schweizer Firma Ypsomed. Die Zusammenarbeit erlaubt den Betrieb der Insulinpumpe mylife von Ypsomed mit dem CGM-System (Kontinuierlich messender Glucosesensor) G6 von Dexcom in einem Closed-Loop-Betrieb. Im März 2022 erhielt der Blutglucose-Sensor G7 eine CE-Zulassung.